# Thiên hoàng Yōzei
Thiên hoàng Yōzei (陽成天皇 (Dương Thành Thiên hoàng) Yōzei-Tennō, 2 tháng 1 năm 869 – 23 tháng 10 năm 949) là Thiên hoàng thứ 57 của Nhật Bản theo thứ tự danh sách kế thừa ngôi vua Nhật Bản.
Triều đại Yōzei kéo dài từ năm 876 đến 884.

## Tường thuật truyền thống
Trước khi lên ngôi vua, tên cá nhân của ông (imina) là Sadaakira Shinno (貞明親王).
Yōzei là con trai lớn của Thiên hoàng Seiwa. Mẹ của ông là Hoàng hậu Fujiwara no Takaiko, người cũng được xem là nhiếp chính cho ấu chúa cho đến khi ông trưởng thành (với hiệu là Hoàng hậu Nijo). Bà là chị của Fujiwara no Mototsune, người mà sau này trở thành Nhiếp chính thời Yōzei.
Triều đại của ông đánh dấu sự xuất hiện bốn dòng họ quý tộc lớn (gọi là Gempeitōkitsu (源平藤橘) gây ảnh hưởng trong đất nước. Một trong các dòng họ lớn đó, gia tộc Minamoto (源氏) còn được gọi là Genji - đều là hậu duệ của Thiên hoàng thứ 57 Yōzei.
Yōzei đã có chín người con trai, sinh ra sau khi ông thoái vị.

### Sự kiện trong đời lên ngôi của Yōzei
Ngày 18/12/876, Thiên hoàng Seiwa nhường ngôi cho con trai là thái tử Sadaakira. Ngay sau đó, hoàng tử chính thức lên ngôi (sokui) hiệu là Yōzei.
Vua Bột Hải Minh Tông của vương quốc Bột Hải tiếp tục bang giao với Nhật Bản (đời Thiên hoàng Yōzei).
Ngày 20/1/877, thái tử đăng quang và đặt niên hiệu mới là Gangyō (877-885), thay cho niên hiệu cũ của cha mình. Lúc này, Fujiwara Mototsune là con nuôi của Yoshifusa chính thức trở thành Nhiếp chính cho Thiên hoàng.
Năm 877 (niên hiệu Gangyō nguyên niên, tháng thứ 2) Đại sứ từ Baekje (Bách Tế) thuộc Tân La (đời vua Tân La Hiến Khang Vương) đến tỉnh Izumo của Nhật Bản nhưng họ đã quay trở lại.
Tháng 7/877, đợt hạn hán lớn ở Nhật Bản. Thiên hoàng lập đàn cầu đảo tại đền thờ thần Hachiman, Kamo và các vị thần khác (thuộc tỉnh Ise). Một lúc sau, trời mưa.
Tháng 2/883, Thiên hoàng có sở thích quan sát các hoạt động của con vật xung quanh. Ông nuôi ếch và ông để rắn ăn thịt ếch để xem cách thức các loài bò sát nuốt. Đôi khi, ông cũng bắt chó và khỉ để sắp xếp đội hình chiến đấu. Mặc khác, Thiên hoàng tỏ ra giận dữ với những người dám chỉ trích chính sách của mình, ông sẵn sàng tuốt gươm giết nếu kẻ đó phản đối. Quan Nhiếp chính (Kanpaku) Fujiwara no Mototsune, tìm đủ mọi cách để buộc Yōzei phải đối xử với người khác nhẹ nhàng và thùy mị hơn, nhưng Thiên hoàng không nghe theo.
Tháng 2/884, những thói quen ngông cuồng và nguy hiểm của Thiên hoàng tiếp tục không suy giảm. Tại một thời điểm, Mototsune đã đến hoàng cung và phát hiện ra rằng Yōzei đã sắp xếp một hành động lạ: Ông ra lệnh cho một số người đàn ông leo lên cao vào cây, và sau đó ông ra lệnh cho người khác sử dụng cây thương nhọn chọc vào những người đàn ông trên cây cho đến khi họ rơi xuống và chết. Hành động bất thường của Thiên hoàng đã làm Mototsune cho rằng hoàng đế đã quá "không đàng hoàng" trong việc cai trị. Ngay sau đó, Mototsune gợi ý cho Thiên hoàng rằng Ngài có thể thích thú với một cuộc đua ngựa. Yōzei thích thú với cuộc đua này, ông ra lệnh cho Mototsune thiết lập một thời gian và địa điểm cho sự kiện này. Thời gian và địa điểm được Thiên hoàng cho mở màn vào ngày 4 tháng 2, năm Gangyō thứ 8.
Ngày 4/3/884, lấy cớ phải mời Thiên hoàng tổ chức cuộc đua ngựa, Mototsune buộc Yōzei phi ngựa nhanh ra gặp mình. Khi ngựa của ông đến thị trấn Ni-zio (phía tây nam của Miyako), Thiên hoàng bị Mototsune chặn lại. Mototsune đối mặt với Thiên hoàng, giải thích rằng hành vi điên khiến ông không có khả năng trị vì, và tuyên bố truất ngôi của Yōzei. Ông vua mất ngôi đã gục xuống khóc chân thành, làm nhiều người qua lại phải rơi lệ. Người kế vị Yōzei là chú của ông, tức Thiên hoàng Koko.
Năm 889, ông mắc bệnh tâm thần và ngày càng trở nên giận dữ. Cựu Thiên hoàng tấn công các quan triều đình, ném cung nhân và các cây đàn xuống hồ, phóng ngựa qua người... Ngựa của ông tiến đuổi con lợn rừng vào ngọn núi, nơi ông sẽ ở đến năm 80 tuổi.

### Nengō
- Jōgan (859-877)
- Gangyō (877-885)

### Kugyō
- Nhiếp chính: Fujiwara no Mototsune (藤原基経), 836-891.
- Quan bạch: Fujiwara no Mototsune (藤原基経
- Thái Chính đại thần: Fujiwara no Mototsune.
- Tả đại thần: Minamoto no Tōru (源融).
- Hữu đại thần: Fujiwara no Mototsune.
- Hữu đại thần: Minamoto no Masaru (源多).
- Nội đại thần: (không chỉ định)
- Đại nạp ngôn: Minamoto no Masaru (源多).
- Đại nạp ngôn: Minafuchi không Toshina (南淵年名), 807-877